# 바디 호러

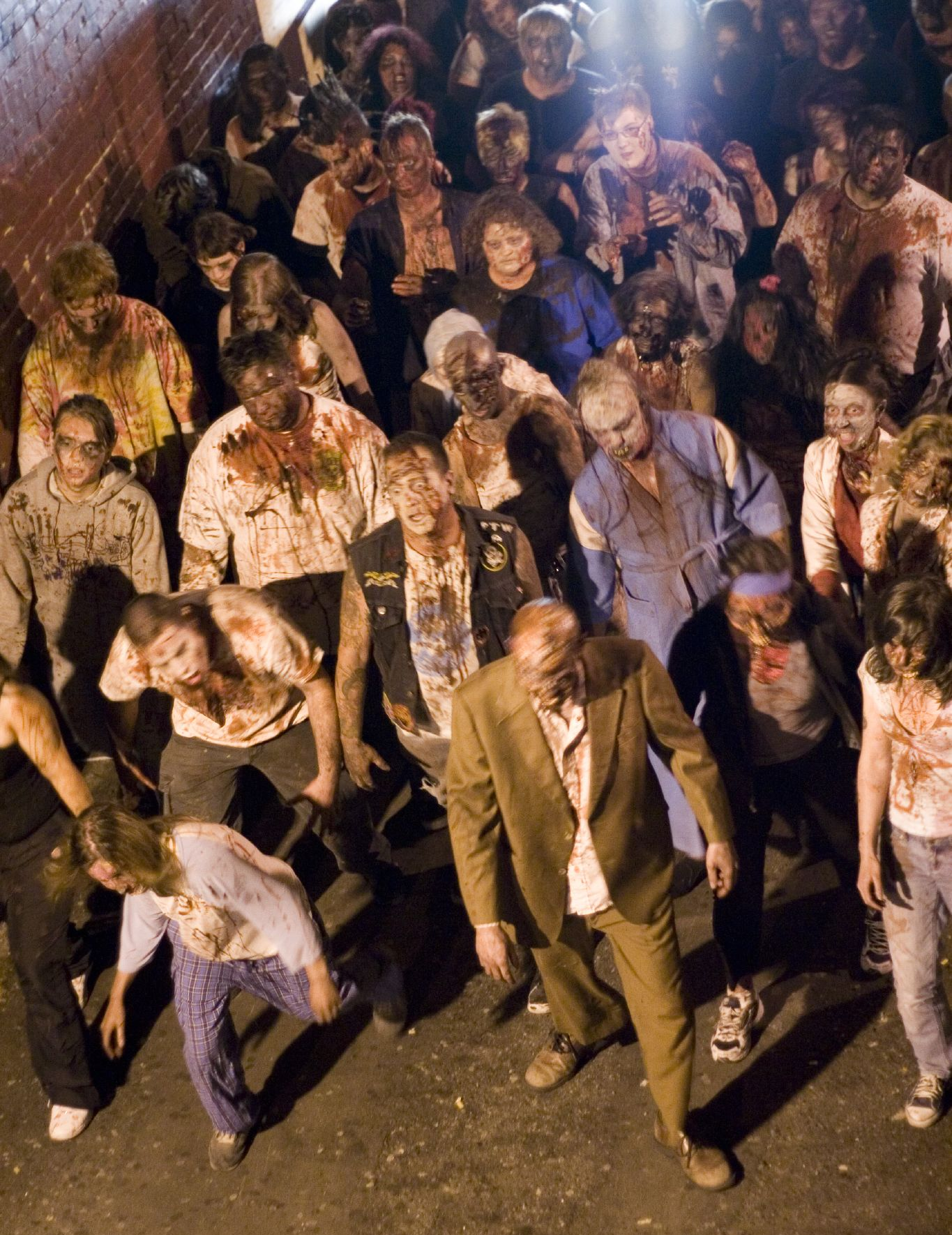
영화 《미트 마켓 3》 촬영 중인 좀비 무리

바디 호러(영어: body horror; 신체 공포) 또는 바이올로지컬 호러(biological horror; 생물학적 공포)는 공포물의 하위 장르로, 의도적으로 인간이나 다른 생물의 신체에 대한 기괴하거나 심리적으로 불편한 침해를 보여준다. 이러한 침해는 일탈적 성행위, 돌연변이, 신체 절단, 좀비화, 과도한 폭력, 질병, 또는 신체의 부자연스러운 움직임을 통해 나타날 수 있다. 바디 호러라는 용어는 원래 북미 공포 영화의 새로운 하위 장르를 설명하기 위해 사용되었으나, 초기 고딕 문학에 그 뿌리를 두고 있으며 현재는 다른 매체로도 확장되었다.

## 특징
영화학자 린다 윌리엄스에 따르면, 바디 호러는 포르노그래피와 멜로드라마를 포함하는 세 가지 "노골적" 장르 또는 "과잉의 장르" 중 하나에 속한다. 윌리엄스는 이러한 신체 장르의 성공이 "관객의 감각이 화면에서 보이는 것을 얼마나 모방하는가의 정도로 측정되는 경우가 많다"고 설명한다. 예를 들어, 관객은 공포를 통해 두려움을, 멜로드라마를 통해 연민을, 포르노그래피를 통해 성적 흥분을 경험할 수 있다. 바디 호러는 특히 인간 신체의 한계와 변형 가능성에 초점을 맞춘다.
바디 호러는 다른 공포 하위 장르와 종종 중첩되지만 구별된다. 예를 들어, 신체 절단의 요소가 바디 호러에 존재할 수 있지만, 슬래셔, 스플래터, 또는 괴물 공포와 같은 다른 유사한 하위 장르들도 이러한 모티프를 공유할 수 있으나 메시지와 의도에서 차이가 있다. 바디 호러 장르의 일반적인 차이점은 신체에 대한 침해나 왜곡이 즉각적이거나 초기의 폭력의 결과로 나타나는 경우가 거의 없다는 것이다. 대신, 이는 일반적으로 돌연변이, 질병, 또는 통제되지 않는 변형과 관련된 다른 모티프를 통해 신체에 대한 의식적 통제력의 상실로 특징지어진다. 이 장르는 강렬한 신체적, 심리적 혐오감 또는 불쾌감을 유발할 수 있으며, 신체적 취약성에 대한 불안감을 다룰 수 있다. 더 넓은 공포 장르 내에서 사용되는 일반적인 모티프 외에도, 바디 호러 하위 장르에 특정한 모티프에는 침입, 전염, 돌연변이, 변형, 질병, 절단, 또는 인체의 다른 부자연스럽거나 폭력적인 왜곡이 포함될 수 있다.
《미래의 범죄들》과 《티탄》과 같은 바디 호러 영화들은 에로틱 호러와 유사하다고 여겨져 왔다.

## 역사
"바디 호러"라는 용어는 필립 브로피가 1983년 발표한 논문 "공포성: 현대 공포 영화의 텍스트성"에서 처음 사용되었다. 그는 당시 현대 공포 영화의 짧은 황금기에 등장한 새로운 하위 장르를 설명하기 위해 이 용어를 만들어냈다. 브로피가 이 용어를 특별히 영화 분야의 경향을 설명하기 위해 만들었지만, 영화감독 스튜어트 고든은 바디 호러 모티프가 영화화되기 이전에 이미 소설에서 존재했다고 지적한다.

### 문학
메리 셸리의 《프랑켄슈타인》(1818년)은 소설에서 나타난 바디 호러 하위 장르의 초기 사례이다. 19세기 고딕 호러의 성공과 문학 형식으로서의 과학 소설의 탄생이 문학 장르로서의 바디 호러의 기원이 된 것으로 여겨진다. 할버스탐에 따르면, "셸리의 소설은 신체를 공포의 중심으로 다룸으로써 사람들을 두렵게 하는 것은 바로 사람(또는 적어도 신체)이라는 것을 암시한다... 공포의 풍경이 꿰맨 피부로 대체된다."
프란츠 카프카의 《변신》도 바디 호러 문학의 초기 사례이다. 이 작품은 그레고르 잠자가 알 수 없는 이유로 거대한 벌레로 변하는 것을 보여준다. 이 작품은 《플라이》와 같은 다른 바디 호러 작품에 영향을 주었다.

### 영화
《쿼터매스 익스페리먼트》(1955년)은 최초의 바디 호러 영화로 여겨진다. 캐나다의 영화감독 데이비드 크로넨버그는 《파편들》과 《열외 인간》 같은 초기 영화들과 《플라이》의 리메이크를 통해 바디 호러의 주요 창시자로 여겨진다. 하지만 바디 호러 모티프는 이 장르가 공식적으로 인정받기 이전의 영화에도 존재했다. 바디 호러 장르의 초기 사례는 1950년대 미국 공포 영화에서 나타났는데, 《물방울》과 《플라이》가 이에 해당한다. 이 두 영화는 돌연변이와 오장육부 특수효과에 주로 초점을 맞춤으로써 이 장르의 기준을 세웠다. 1968년 이후에 제작된 많은 현대 공포 영화들은 고전적 공포와 대비되어 포스트모던한 것으로 여겨진다. 이 때문에 포스트모더니즘이 범주 간의 경계를 흐리는 것에 관심을 두고 있어 장르 간의 구분을 명확히 하기 어렵다.
바디 호러 장르는 일본 공포와 애니메이션과 같은 현대 매체에서 널리 나타난다. 오오토모 카츠히로의 1988년 영화 《아키라》는 애니메이션에서 나타난 바디 호러의 초기 사례이다. 이 영화는 이 장르를 통해 "청소년기의 신체가 변형의 장소가 되며, 이러한 변형이 그것을 겪는 사람과 외부 세계 모두에게 괴물처럼 보일 수 있다는 관념"을 탐구한다.

### 만화와 그래픽 노블
이토 준지와 같은 많은 만화 작가들은 공포 장르에서 전문성을 가지고 있으며, 일본 공포의 서사적 스토리텔링 장치와 함께 바디 호러 모티프를 사용한다. H. P. 러브크래프트의 문학 작품에 크게 영향을 받은 이토의 망가는 혐오스러운 공포감을 불러일으키기 위해 미학적, 서사적 측면 모두에서 음란한 바디 호러를 묘사한다. 이와 대조적으로 캐나다의 만화가 마이클 디포지는 덜 그래픽적인 미학적, 서사적 스타일을 통해 자신의 작품에서 반복적으로 바디 호러적 측면을 다룬다.

## 논란과 검열
18세기 이래로 공포 장르는 독자들 사이에서 인기를 얻었지만, 이 장르와 그 주제적 요소들이 사회에 위협이 되거나 위험하다고 본 일부 비평가들에 의해 논란의 대상이 되어왔다.
그래픽적이고 과도한 폭력이나 금기시되는 주제를 다루기 때문에, 바디 호러 장르에 속하는 공포 매체들은 여러 국가에서 종종 검열되거나 금지되었다. 예를 들어, 《쏘우》와 《휴먼 센티피드》 시리즈는 "고문 포르노"로 불리며 "파괴적인 성적 도착을 착취적이고 과도하게 묘사"한다는 이유로 널리 비판받아왔다.

## 같이 보기
- 비체
- 에로틱 호러
- 바바라 크리드
- 심리적 공포
- 스플래터펑크